# Luchthaven Nea Anchialos
De Luchthaven van Nea Anchialos (Grieks: Κρατικός Αερολιμένας Νέας Αγχιάλου), ook wel bekend als "Volos", werd geopend in februari 1991, en is de enige publieke luchthaven tussen de steden Volos, Lamia, Larissa, Trikala en Karditsa.